# Ek del Val de Gortari
Ek del Val de Gortari  es una científica mexicana, autora de trabajos científicos y de difusión, docente e investigadora Titular “A” en el Centro de Investigaciones en Ecosistemas de la Universidad Nacional Autónoma de México (UNAM) con sede en el Campus Morelia. Es Bióloga por la Facultad de Ciencias de la UNAM y doctora en Ecología por el Imperial College London.

## Biografía
En 1999 obtuvo su grado de licenciatura como Bióloga por la Facultad de Ciencias de la UNAM y en 2003 el doctorado en Ecología por el Imperial College London. Fue becaria en el Instituto de Ecología de la UNAM, realizó dos años de experiencia postdoctoral en la Pontificia Universidad Católica de Chile. Desde 2005 trabaja como investigadora del Centro de Investigaciones en Ecosistemas. En 2010 fue promovida a Investigadora Titular “B”y actualmente es Titular “A”.
Sus líneas de investigación son: el estudio de las interacciones bióticas en hábitats modificados por el ser humano; el monitoreo y evaluación de sistemas socioambientales y cambio global, vulnerabilidad y resiliencia. El principal objetivo de su trabajo es resolver problemas prácticos que involucran las relaciones entre especies como plagas, especies invasoras y especies vulnerables a la fragmentación, así como el restablecimiento de las funciones ecológicas en los sistemas restaurados.

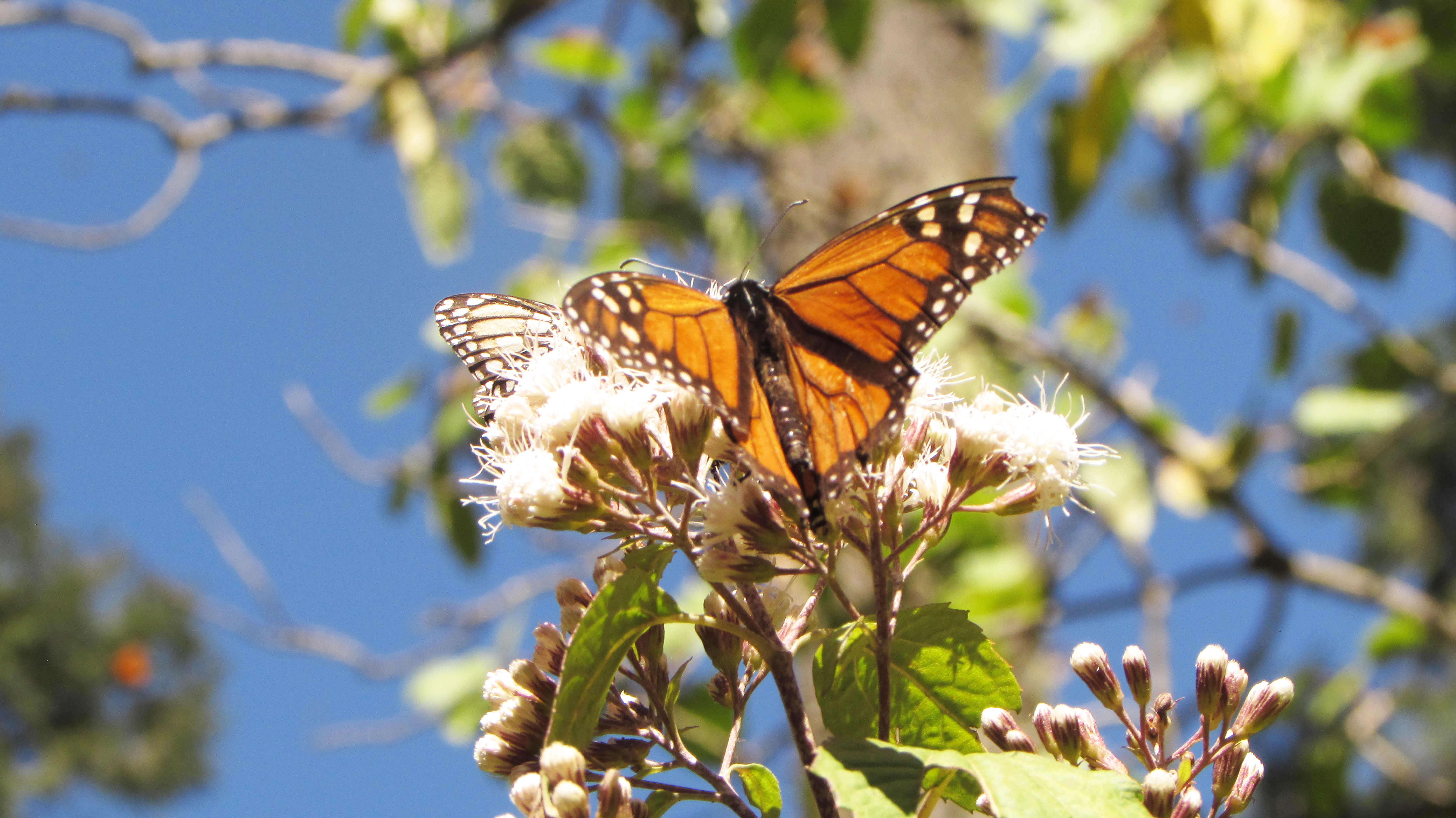
El de las mariposas monarca es un ejemplo de hábitats modificados por el ser humano

De 2011 a julio de 2014 fue coordinadora de la licenciatura en Ciencias Ambientales de la UNAM. En la actualidad imparte las materias de Estancias de Investigación y de Restauración y Ecología de Poblaciones y Comunidades, Invasiones Bióticas y Restauración en el Posgrado en Ciencias Biológicas de la UNAM. Parte de su labor académica es dirigir tesis de licenciatura, maestría y doctorado. Es tutora principal del Posgrado en Ciencias de la Sostenibilidad
Asimismo, participa activamente en labores de divulgación científica para un público general organizando cursos, talleres y mesas redondas. Actualmente es secretaria de la Sociedad Científica Mexicana de Ecología, donde ha sido vicepresidenta y tesorera.

## Docencia enCiencias Naturales
La vocación para la docencia de la Dra. del Val de Gortari es resumida por la Dirección General de Asuntos del Personal Académico (DGAPA): “Su sólida labor docente incluye la impartición, como responsable o participante, de 39 cursos de nivel licenciatura y posgrado, que son siempre muy apreciados por los estudiantes.”
En 2011, fue nombrada coordinadora de la licenciatura en Ciencias Ambientales de la UNAM, con sede en el Campus Morelia. Para robustecer la formación de los estudiantes y asegurar tiempos óptimos de titulación, organizó un cuidadoso trabajo colegiado para reestructurar el plan de estudios. El equipo trabajó tanto la revisión y ajuste del contenido y didáctica de los cursos, como el fortalecimiento de los ejes social y geográfico del plan curricular. Asimismo, aumentó la duración del programa a cuatro años en vez de los tres que tenía.

## Obra publicada

### Autora
- “Avispas ahorcadoras” (2013)

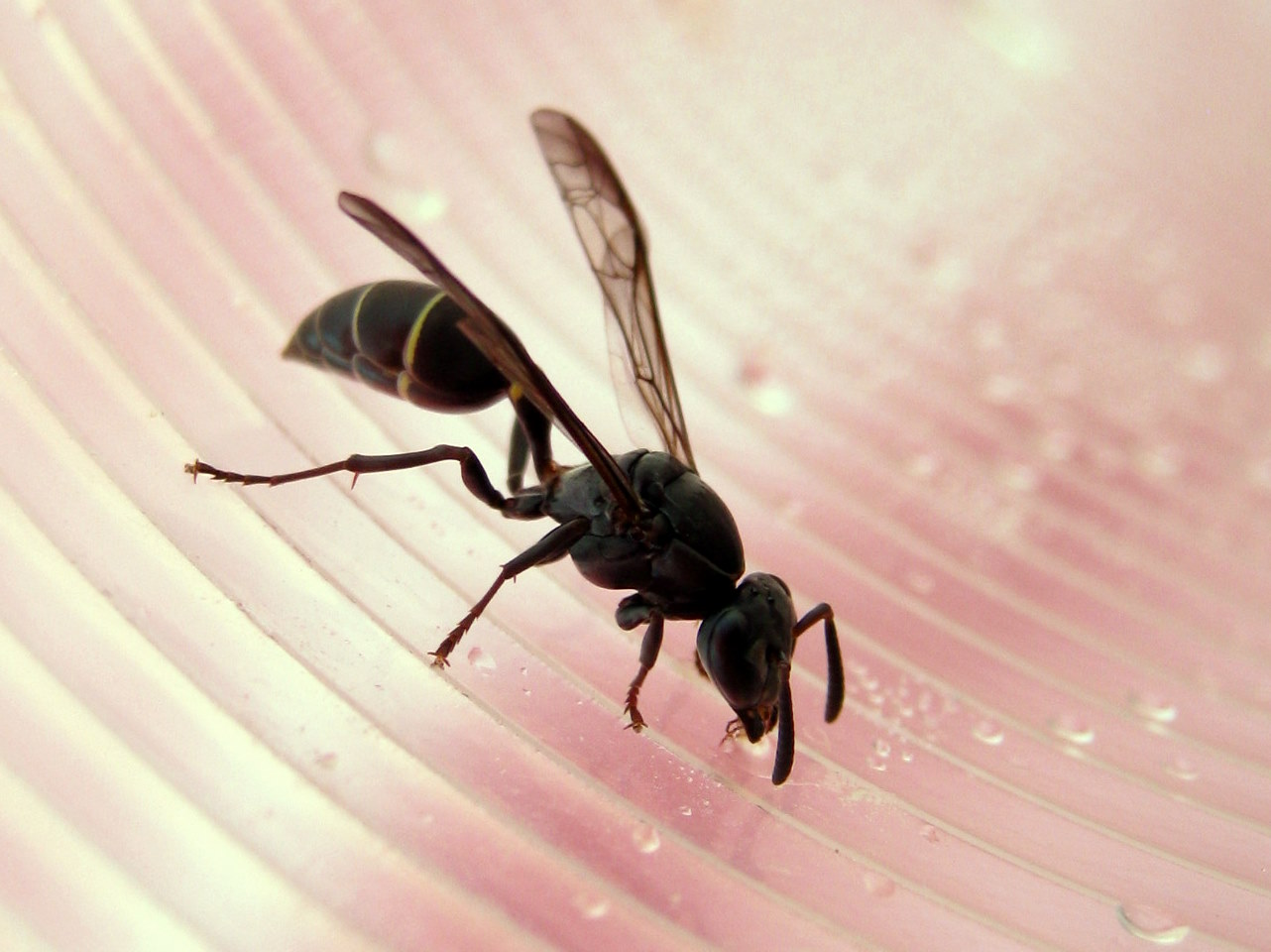
Una avispa

- “Insecto artesano en vías de extinción”(2015)
- “El movimiento de especies por el planeta. De maravilla a pesadilla” (2018)
- "¿A quién le importan los insectos?" (2019)
- “¡Ya viene el huracán!” (2020)
- “La caída libre de los insectos” (2021)

### Coautora
Del Val de Gortari, Ek con:
- Armesto, Juan J. et al. (2007). “Towards an ecological restoration network: reversing land degradation in Latin America” En Frontiers in Ecology and the Environment
- Baeza Iris Juan et al. (2015). “Recovering More than Tree Cover: Herbivores and Herbivory in a Restored Tropical Dry Forest.” En PLOS-one
- Balvanera, Patricia. et al. (2015). “Identifying areas of high invasion risk: a general model and an application to Mexico.” En Revista Mexicana de Biodiversidad
- Boege, Karina (2016). Ecología y evolución de las interacciones bióticas. México, Fondo de Cultura Económica. (Ediciones científicas universitarias)
- Camacho-Cervantes, Morelia et al. (2017). “From effective biocontrol agent to successful invader: the Harlequin ladybird (Harmonia axyridis) an example of good ideas that could go wrong.” En PeerJ
- Díaz, Tsiri et al. (2018) “Alterations in honey bee gut microorganisms caused by Nosema spp. and pest control methods” En Pest Management Science 75
- Gortari, Ludka de. (1999) “Teoría y práctica de la educación intercultural“ En ITESO Sinéctica No. 15
- MacGregor-Fors, Ian et. al. “Tama-risk? Avian responses to the invasion of saltcedars (Tamarix ramosissima) in Sonora, Mexico” En Revista Mexicana de Biodiversidad
- Mercado Silva, Norman. (Editoras). (2021) Manejo y conservación de fauna en ambientes antropizados  México, Fondo Editorial Universidad Autónoma de Querétaro
- Rubin-Aguirre, A. et.al. (2015). “Bark beetle pests in an altitudinal gradient of a Mexican managed forest.” En Forest Ecology and Management
- Solis-Gabriel, L. et al. (2017). “Restoring lepidopteran diversity in a tropical dry forest: relative importance of restoration treatment, tree identity and predator pressure”. PeerJ
- Suazo Ortuño, Ireri et al. (2022) “La ciencia de la ecología en México ante los retos del cambio global” En Universidad Michoacana de San Nicolás de Hidalgo Ciencia Nicolaíta

## Citas

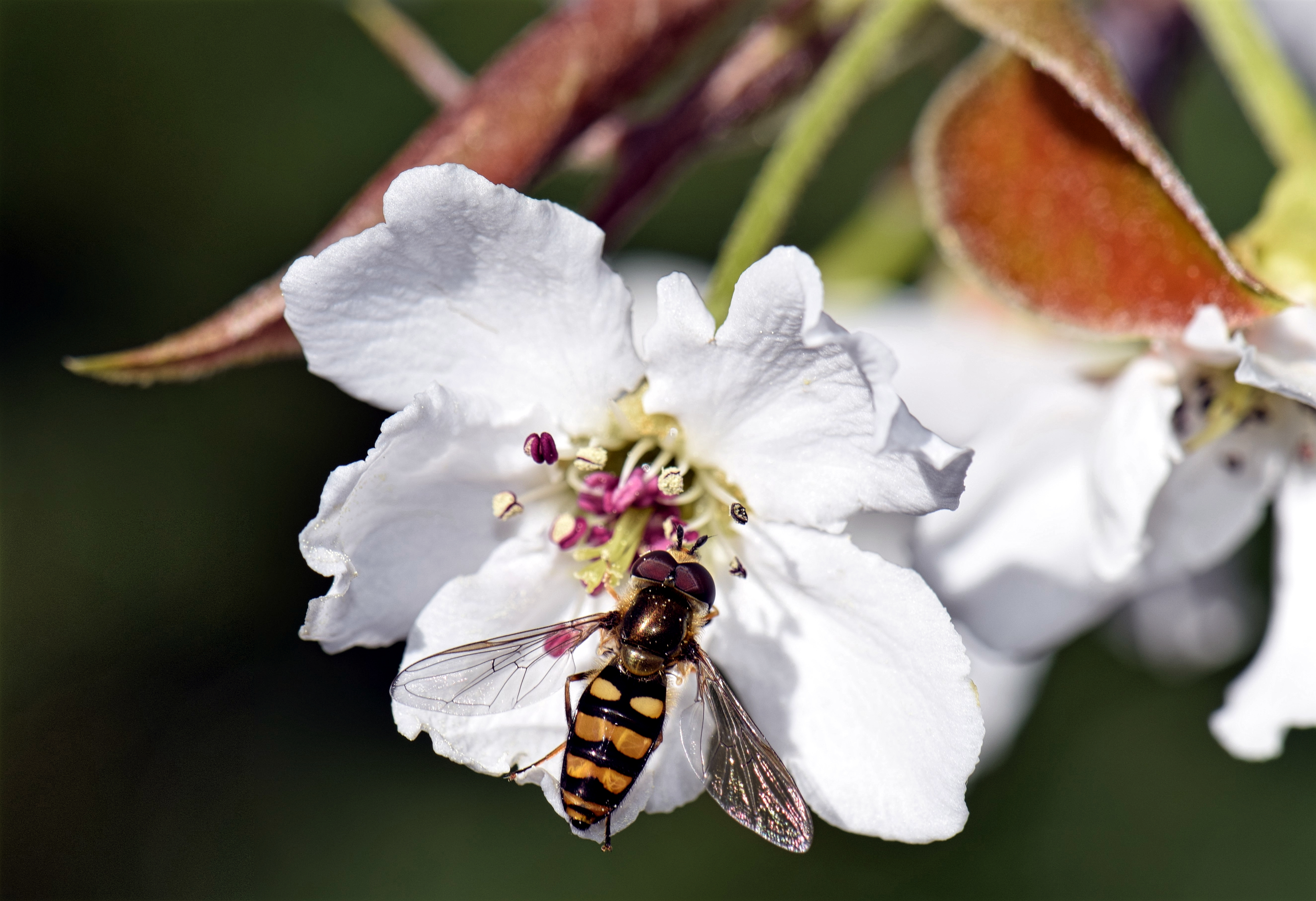
Gracias a la polinización que hacen los insectos, tenemos frutas y vegetales

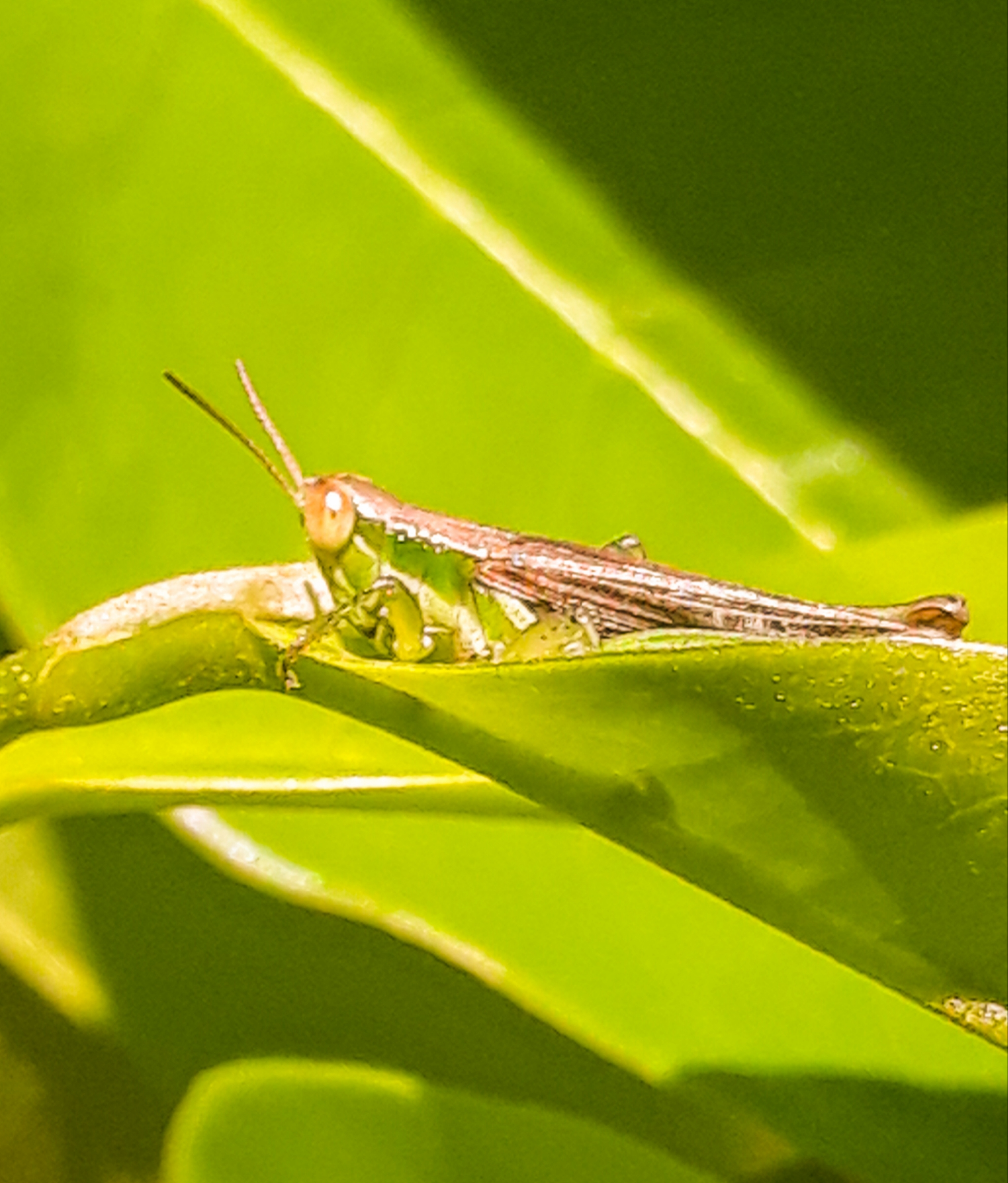
Los insectos como plaga son objeto de investigación

“Los humanos no solamente movemos especies con fines productivos, somos seres sociales y apegados a cierta estética; particularmente nos atraen los recuerdos de los lugares de la infancia donde crecimos, y ello incluye a las especies que rodeaban los ambientes de aquella época. Por esto es común que los colonizadores de nuevas tierras lleven consigo plantas y animales de su lugar de origen para sembrar o criar en el nuevo sitio.”
“El proyecto humanista original de la UNAM debe fortalecerse no sólo en los estudiantes, sino también en los académicos, para que la comunidad continúe como un vórtice de transformación”
“Es fundamental que haya más mujeres en México dedicándose a la ciencia, nuestra visión y alta calidad de trabajo beneficiarán mucho al quehacer científico”
“Los insectos son los polinizadores por excelencia, sin ellos no tendríamos frutas, ni vegetales, y también se encargan de diseminar las semillas para el florecimiento de nuevos cultivos o árboles, hay que enseñarnos a respetarlos, y aunque parezca insólito, hay varias especies que por la depredación del hombre están en peligro de extinción, También producto de este desequilibrio otras han proliferado sin control.”

## Reconocimiento
En 2013 recibió la Distinción Universidad Nacional para Jóvenes Académicos